# Comté de Todd (Kentucky)
Pour les articles homonymes, voir Comté de Todd.
Le comté de Todd est un comté de l'État du Kentucky, aux États-Unis, fondé en 1820. Son siège est situé à Elkton.